# Astrodon johnstoni
Astrodon johnstoni és una espècie de dinosaure sauròpode que va viure al Cretaci inferior en el que actualment és l'est dels Estats Units.